# سوزان مور (صحفية)
سوزان مور (بالإنجليزية: Suzanne Moore)‏ هي صحفية بريطانية، ولدت في 1958 في إبسوتش في المملكة المتحدة.

## وصلات خارجية
- سوزان مور على موقع IMDb (الإنجليزية)